# Mona Rüster
Mona Rüster (10 augustus 1901 - 13 januari 1976) was een Duits tafeltennisspeelster. Zij werd in Boedapest 1929 wereldkampioen dubbelspel samen met haar landgenote Erika Metzger en won met het nationale vrouwenteam in Parijs 1934 het WK voor landenploegen.

## Sportieve loopbaan
Rüster nam tussen 1929 en 1934 deel aan vijf edities van de wereldkampioenschappen, waarop ze drie keer een finale haalde. Haar eerste eindstrijd in het damesdubbel van 1929 leverde meteen een gouden medaille op. Ze versloeg daarin samen met Metzger titelverdedigster Fanchette Flamm, die in tegenstelling tot een jaar eerder aantrad met haar Oostenrijkse landgenote Gertrude Wildam. Ook in haar laatste finale in 1934 won Rüster goud. In de finale van het landentoernooi versloeg ze samen met haar Duitse ploeggenotes Hongarije.

De enige finale die Rüster verliezend afsloot, was in Boedapest 1931 in het enkelspel. Ze kon daarin niet voorkomen dat Mária Mednyánszky voor de vijfde keer op rij wereldkampioene werd.
Rüster trouwde in 1931 en voerde vanaf dat moment de achternaam Müller-Rüster. Het huwelijk hield geen stand. In 1938 hertrouwde ze en vanaf dat moment ging ze door het leven met de achternaam Mueck.